# Heiligensteiner Weiher
Heiligensteiner Weiher este o arie protejată (arie de protecție specială avifaunistică — SPA) din Germania întinsă pe o suprafață de 44 ha, integral pe uscat.

## Localizare
Centrul sitului Heiligensteiner Weiher este situat la coordonatele 49°16′52″N 8°24′57″E / 49.2811°N 8.4158°E.

## Înființare
Situl Heiligensteiner Weiher a fost declarat arie de protecție specială avifaunistică în ianuarie 2004 pentru a proteja 14 specii de animale.

## Biodiversitate
Situată în ecoregiunea continentală, aria protejată nu include niciun habitat protejat.
La baza desemnării sitului se află mai multe specii protejate de  păsări (14): rață cârâitoare (Anas querquedula), gâscă cenușie (Anser anser), erete de stuf (Circus aeruginosus), șoimul rândunelelor (Falco subbuteo), becațină comună (Gallinago gallinago), frunzăriță galbenă (Hippolais icterina), Ixobrychus minutus minutus, capîntortură (Jynx torquilla), Luscinia svecica cyanecula, codobatura galbenă (Motacilla flava), ciocănitoare verzuie (Picus canus), Rallus aquaticus aquaticus, pițigoi-pungar (Remiz pendulinus), Tachybaptus ruficollis ruficollis.